# The Fury
The Fury is een Amerikaanse horrorfilm uit 1978 onder regie van Brian De Palma.

## Verhaal
Een meisje kan beelden uit het verleden zien. In een kliniek leert ze een jongen kennen met dezelfde gave. Ze ziet dat hij wordt gebruikt als proefkonijn en ze wil hem helpen.

## Rolverdeling
| Acteur              | Personage           |
| ------------------- | ------------------- |
| Kirk Douglas        | Peter Sandza        |
| John Cassavetes     | Ben Childress       |
| Carrie Snodgress    | Hester              |
| Charles Durning     | Dr. Jim McKeever    |
| Amy Irving          | Gillian Bellaver    |
| Fiona Lewis         | Dr. Susan Charles   |
| Andrew Stevens      | Robin Sandza        |
| Carol Rossen        | Dr. Ellen Lindstrom |
| Rutanya Alda        | Kristen             |
| Joyce Easton        | Katharine Bellaver  |
| William Finley      | Raymond Dunwoodie   |
| Jane Lambert        | Vivian Nuckells     |
| Sam Laws            | Blackfish           |
| J. Patrick McNamara | Robertson           |
| Alice Nunn          | Mevrouw Callahan    |